# Imagination
Imagination (lateinisch imago „Bild“) ist synonym mit Einbildung, Einbildungskraft, Phantasie. Darunter wird die psychische Fähigkeit verstanden, sinnlich nicht gegenwärtige sogenannte innere Bilder im Geiste zu entwickeln oder sich an solche zu erinnern, sie zu kombinieren und diese mit dem inneren geistigen Auge anschaulich wahrzunehmen. Der Imagination fehlt der Realitätscharakter, d. h. das Wissen um das Vergegenwärtigen von aktuell in der Außenwelt nicht Vorhandenem. Diese Bedeutung ist aus dem poetischen Sprachgebrauch abgeleitet und mit „Phantasiebild“ gleichzusetzen. In diesem letzteren Begriff zeigt sich Phantasie in einer weiter gefassten Bedeutung als „Vorstellungskraft allgemein“ und Imagination spezieller als „die bildhaften Anteile der Vorstellung“.
Über die Fähigkeit der Imagination verfügen manche Menschen problemlos, andere hingegen nur mit großer Anstrengung oder gar erst mit Hilfe unbewusster Abläufe unter Hypnose. In der Medizin des 18. Jahrhunderts wurde die Imagination systematisch zu Heilzwecken verwendet.
Im psychotherapeutischen Sinne ist Imagination das Vermögen, bei wachem Bewusstsein mit (zumeist) geschlossenen Augen innere bzw. mentale Bilder wahrzunehmen. Die inneren Bilder ähneln Traumbildern, ihr Entstehen kann jedoch willentlich gefördert und modifiziert werden. Imagination(sübungen) werden oft mit Entspannungsmethoden kombiniert.

## Etymologie
Dem lat. imago liegt die Bedeutung von Bild, Bildnis, Abbild, Trug- und Traumbild, Vorstellung, Ahnenbild, Wachsmaske, Schattenbild zugrunde, vgl. auch → Imago (Psychologie). Es besteht eine Beziehung zu lat. imitari = imitieren und aemulari = wetteifern, nacheifern, insofern als ein „Bild“ nicht der Wirklichkeit entspricht, sondern sie nur „nachahmt“ oder mit ihr „wetteifert“. Imaginär wird in der deutschen Sprache als unwirklich, nur in der Vorstellung vorhanden, definiert. In der Mathematik werden Zahlen, die jenseits des Bereichs von positiven oder negativen „reellen“ Zahlen angesiedelt sind, imaginäre Zahlen genannt.
Der Mitte des 17. Jahrhunderts aufgekommene synonyme Begriff Einbildungskraft ist ebenso wie Imagination lateinischen Ursprungs, da er aus dem lat. facultas imaginandi ins Deutsche übertragen wurde. Es handelt sich dabei sprachwissenschaftlich um eine sog. Lehnübersetzung.

## Philosophie
Nach Immanuel Kant und seiner kritischen Erkenntnislehre besitzt die Einbildungskraft keinen psychologischen Nebensinn, sondern stellt eine notwendige transzendentallogische Grundvoraussetzung für alle objektivierenden Relationen der Anschauung und des Denkens dar. Für die Möglichkeit der Erfahrung unterscheidet Kant „drei subjektive Erkenntnisquellen […] Sinn, Einbildungskraft und Apperzeption“ (KrV A 115). Kant unterscheidet bei der Einbildungskraft Assoziation und Reproduktion. Die reproduktive Einbildungskraft bildet die Wirklichkeit ab, während die produktive, schöpferische Einbildungskraft mit der Phantasie in Zusammenhang gebracht wird.
Johann Gottlieb Fichte und Friedrich Schiller stritten darüber, welche Rolle die Einbildungskraft und die von ihr hervorgebrachten Bilder für das philosophische Denken übernehmen können. Nach Hegel ist die Einbildungskraft „das Hervorgehen der Bilder aus der eigenen Innerlichkeit des Ich, welches nunmehr deren Macht ist“.
Sinnstiftungsprozesse von imaginären Dingen, gemeinhin als ‚Kunstwerke’ bezeichnet, untersucht Hans Rainer Sepp in seiner 2017 erschienenen Philosophie der imaginären Dinge anhand von Beispielen aus der Prähistorie bis zur Gegenwart; sofern ein Ding auch das leibliche Agieren seiner Autoren und Rezipienten dokumentiert, wird vorgeführt, wie sich diese Prozesse vor dem Hintergrund der mit ihnen sich manifestierenden Formen leiblichen Verhaltens profilieren.
Von Albert Einstein stammt der bekannte Satz: „Phantasie ist wichtiger als Wissen. […] Sie ist, im wahrsten Sinne des Wortes, ein realer Faktor der wissenschaftlichen Forschung.“
Für die Esoteriker ist die Imagination eines der wichtigsten Mittel zur Erkenntnisgewinnung. Wissenschaftliche Beweise werden nicht gefordert.

## Psychologie
Methoden mit Imaginationstechniken sind z. B.: Die Oberstufe des autogenen Trainings, katathymes Bilderleben, Hypnose mit hypnagogen Bildern, Meditation, Klartraum. Die entstehenden Bilder können sowohl durch Vorstellungsinhalte, Sätze und Gedanken beeinflusst werden, führen aber auch eine unbewusste Eigendynamik und sind damit, wie auch die Atmung, sowohl bewusst als auch unbewusst gesteuert.
Die Imagination wurde und wird in vielen Kulturen im religiösen Kontext angewandt und ist von Carl Gustav Jung in die Psychotherapie eingeführt worden, der die bewusst erlebten inneren Bilder als Mittler zwischen Bewusstsein und Unbewusstem ansah.
Imaginationen werden im Rahmen vieler unterschiedlicher Psychotherapieformen eingesetzt, insbesondere bei tiefenpsychologisch orientierten Verfahren, aber auch im Kontext von Logotherapie und Existenzanalyse (unter anderem Böschemeyer), bei kognitiver Verhaltenstherapie (Lazarus) u. a.
Ab ca. 1950 versuchte Hanscarl Leuner Imaginationen für die Medizin nutzbar zu machen und systematisierte auf psychoanalytischer Grundlage Vorgehen und Ausbildung. Eine fachlich gediegene Grundausbildung (Medizin, Psychologie) erscheint für eine professionelle Arbeit mit Tiefen-Imaginationen unabdingbar.
Wie Träume eröffnen Imaginationen Fenster zum Unbewussten. Im Unterschied zu Träumen geht es bei Imaginationen aber um mehr oder weniger bewusst kontrollierte bildhafte Vorstellungen, wobei alle Sinne beteiligt sein können (Sehen, Hören, Schmecken usw.). Man stellt sich beispielsweise vor, man schneidet eine Zitrone auf und beißt hinein.
Je nach Stärke der Ich-Kontrolle kann man Visualisierung z. B. nach Simonton (stärker bewusst kontrolliert), geführte Imaginationen als Phantasiereisen (Kontrolle wird wesentlich an Begleiter abgegeben, oft auch bei der Hypnotherapie) und tiefe, authentische Imaginationen (Tiefenimaginationen) unterscheiden, bei denen die bewusste Kontrolle in einem hypnoiden Zustand so weit wie möglich zurückgenommen wird, was eine gewisse Angstfreiheit und zumindest in der Anfangsphase professionell geschulte Begleitung nötig macht.
Imagination im Rahmen einer Psychotherapie kann bei vielen psychischen Störungen angewendet werden.
Die Reinkarnationstherapie verwendet Imaginationen von früheren oder zukünftigen Leben, um Probleme „in der aktuellen Inkarnation“ zu heilen.
Für Patienten mit chronischen Schmerzen haben sich besonders positive Bilder (Strandszenen, Naturbilder, Spaziergänge, Urlaubsbilder) als hilfreich herausgestellt.
Die Kombination der Entspannung mit der Imagination hat folgende Vorteile:
1. Entspannung wird vertieft
2. Positive Emotionen werden erlebt
3. Verstärkte Schmerzablenkung
4. Motivation zur Krankheitsbewältigung wird gestärkt.